# Scoletoma funchalensis
Scoletoma funchalensis är en ringmaskart som först beskrevs av Johan Gustaf Hjalmar Kinberg 1865.  Scoletoma funchalensis ingår i släktet Scoletoma och familjen Lumbrineridae. Inga underarter finns listade i Catalogue of Life.